# 양자 상태 비소거 정리
물리학에서 양자 상태 비소거 정리(No-deleting theorem)는 양자 정보 이론의 불가능 정리로, 일반적으로 임의의 양자 상태의 두 복사본이 주어졌을 때 그 복사본 중 하나를 삭제하는 것은 불가능하다는 것을 명시한다. 이것은 임의의 상태를 복사할 수 없다는 것을 명시하는 복제 불가능성 정리의 시간 역전된 쌍대이다. 이것은 아룬 K. 파티와 새뮤얼 L. 브라운스타인에 의해 증명되었다. 직관적으로, 이는 정보가 유니터리 진화 하에 보존되기 때문이다.
이 정리는 놀랍게 보이는데, 여러 면에서 양자 상태는 깨지기 쉽기 때문이다; 이 정리는 특정 경우에 양자 상태가 또한 견고하다는 것을 주장한다.
양자 상태 비소거 정리는 복제 불가능성 정리와 함께 범주론의 관점에서 양자 역학의 해석을 뒷받침하며, 특히 대거 대칭 단일 범주로 해석한다. 범주형 양자 역학으로 알려진 이 공식화는 결국 양자 역학에서 선형 논리로의 연결을 양자 정보 이론의 논리로서 가능하게 한다 (고전 논리가 데카르트 닫힌 범주에 기초를 둔 것과 정확히 유사하게).

## 개요
알 수 없는 양자 상태의 두 복사본이 있다고 가정하자. 이 맥락에서 중요한 질문은 두 개의 동일한 복사본이 주어졌을 때 양자 역학적 연산을 사용하여 그 중 하나를 삭제하는 것이 가능한가 하는 것이다. 불가능한 것으로 밝혀졌다. 양자 상태 비소거 정리는 양자역학의 선형성의 결과이다. 복제 불가능성 정리와 마찬가지로 이것은 양자 컴퓨팅, 양자 정보 이론 및 일반적인 양자역학에 중요한 의미를 가진다.
양자 삭제 과정은 입력 포트에서 임의의 알 수 없는 양자 상태의 두 복사본을 받아들이고 원본과 함께 빈 상태를 출력한다. 수학적으로 이것은 다음과 같이 설명될 수 있다.
{\displaystyle U|\psi \rangle _{A}|\psi \rangle _{B}|A\rangle _{C}=|\psi \rangle _{A}|0\rangle _{B}|A'\rangle _{C}}
여기서 {\displaystyle U}는 유니터리 연산자, {\displaystyle |\psi \rangle _{A}}는 알 수 없는 양자 상태, {\displaystyle |0\rangle _{B}}는 빈 상태, {\displaystyle |A\rangle _{C}}는 삭제 기계의 초기 상태이고 {\displaystyle |A'\rangle _{C}}는 기계의 최종 상태이다.
고전적인 비트는 복사하고 삭제할 수 있으며, 직교 상태의 큐비트도 마찬가지이다. 예를 들어, 두 개의 동일한 큐비트 {\displaystyle |00\rangle }와 {\displaystyle |11\rangle }가 있다면, 우리는 이를 {\displaystyle |00\rangle }와 {\displaystyle |10\rangle }로 변환할 수 있다. 이 경우 두 번째 복사본을 삭제했다. 그러나 양자 이론의 선형성으로부터 임의의 상태 {\displaystyle |\psi \rangle }에 대해 삭제 연산을 수행할 수 있는 {\displaystyle U}는 존재하지 않는다는 것이 따른다.

## 정식 진술
시스템 {\displaystyle A,B,C}에 대한 세 개의 힐베르트 공간이 주어지고, 시스템 {\displaystyle A,B}에 대한 힐베르트 공간은 동일하다.
만약 {\displaystyle U}가 유니터리 변환이고, {\displaystyle |A\rangle _{C}}가 보조 상태이며, 다음을 만족한다면 {\displaystyle U|\psi \rangle _{A}|\psi \rangle _{B}|A\rangle _{C}=|\psi \rangle _{A}|0\rangle _{B}|A_{\psi }\rangle _{C},\quad \forall |\psi \rangle }여기서 보조 상태 {\displaystyle |A_{\psi }\rangle _{C}}의 최종 상태는 {\displaystyle |\psi \rangle }에 의존할 수 있으며, 이 경우 {\displaystyle U}는 스와핑 연산인데, 이는 {\displaystyle |\psi \rangle _{A}\mapsto |A_{\psi }\rangle _{C}} 매핑이 등거리 임베딩이라는 의미이다.

### 증명
이 정리는 임의의 차원의 힐베르트 공간에 있는 양자 상태에 대해 성립한다. 간단히 하기 위해, 두 개의 동일한 큐비트에 대한 삭제 변환을 고려해 보자. 만약 두 큐비트가 직교 상태에 있다면, 삭제는 다음을 요구한다.
{\displaystyle |0\rangle _{A}|0\rangle _{B}|A\rangle _{C}\rightarrow |0\rangle _{A}|0\rangle _{B}|A_{0}\rangle _{C}},
{\displaystyle |1\rangle _{A}|1\rangle _{B}|A\rangle _{C}\rightarrow |1\rangle _{A}|0\rangle _{B}|A_{1}\rangle _{C}}.
{\displaystyle |\psi \rangle =\alpha |0\rangle +\beta |1\rangle }를 알 수 없는 큐비트의 상태라고 하자. 만약 알 수 없는 큐비트의 두 복사본을 가지고 있다면, 삭제 변환의 선형성에 의해 다음을 얻는다.
{\displaystyle |\psi \rangle _{A}|\psi \rangle _{B}|A\rangle _{C}=[\alpha ^{2}|0\rangle _{A}|0\rangle _{B}+\beta ^{2}|1\rangle _{A}|1\rangle _{B}+\alpha \beta (|0\rangle _{A}|1\rangle _{B}+|1\rangle _{A}|0\rangle _{B})]|A\rangle _{C}}
{\displaystyle \qquad \rightarrow \alpha ^{2}|0\rangle _{A}|0\rangle _{B}|A_{0}\rangle _{C}+\beta ^{2}|1\rangle _{A}|0\rangle _{B}|A_{1}\rangle _{C}+{\sqrt {2}}\alpha \beta |\Phi \rangle _{ABC}.}
위 표현에서 다음 변환이 사용되었다.
{\displaystyle 1/{\sqrt {2}}(|0\rangle _{A}|1\rangle _{B}+|1\rangle _{A}|0\rangle _{B})|A\rangle _{C}\rightarrow |\Phi \rangle _{ABC}.}
그러나 만약 복사본을 삭제할 수 있다면, 삭제 기계의 출력 포트에서 결합된 상태는 다음과 같아야 한다.
{\displaystyle |\psi \rangle _{A}|0\rangle _{B}|A'\rangle _{C}=(\alpha |0\rangle _{A}|0\rangle _{B}+\beta |1\rangle _{A}|0\rangle _{B})|A'\rangle _{C}}.
일반적으로 이 상태들은 동일하지 않으므로 기계가 복사본을 삭제하는 데 실패했다고 말할 수 있다. 최종 출력 상태가 동일하도록 요구한다면, 단 하나의 선택만이 있음을 알 수 있다.
{\displaystyle |\Phi \rangle =1/{\sqrt {2}}(|0\rangle _{A}|0\rangle _{B}|A_{1}\rangle _{C}+|1\rangle _{A}|0\rangle _{B}|A_{0}\rangle _{C}),}
그리고
{\displaystyle |A'\rangle _{C}=\alpha |A_{0}\rangle _{C}+\beta |A_{1}\rangle _{C}.}
보조 상태 {\displaystyle |A'\rangle }의 최종 상태는 {\displaystyle \alpha ,\beta }의 모든 값에 대해 정규화되므로, {\displaystyle |A_{0}\rangle _{C}}와 {\displaystyle |A_{1}\rangle _{C}}는 직교해야 한다. 이는 양자 정보가 단순히 보조 상태의 최종 상태에 있다는 것을 의미한다. 보조 힐베르트 공간에 대한 국소 연산을 사용하여 보조 상태의 최종 상태로부터 알 수 없는 상태를 항상 얻을 수 있다. 따라서 양자 이론의 선형성은 알 수 없는 양자 상태가 완벽하게 삭제되는 것을 허용하지 않는다.

## 결과
- 만약 알 수 없는 양자 상태를 삭제하는 것이 가능하다면, EPR 상태 두 쌍을 사용하여 빛보다 빠르게 신호를 보낼 수 있을 것이다. 따라서 양자 상태 비소거 정리의 위반은 신호 비발송 조건과 일치하지 않는다.
- 복제 불가능성 정리와 양자 상태 비소거 정리는 양자 정보의 보존을 나타낸다.
- 복제 불가능성 정리와 양자 상태 비소거 정리의 강력한 버전은 양자 정보에 영속성을 부여한다. 복사본을 생성하려면 우주의 일부에서 정보를 가져와야 하고, 상태를 삭제하려면 계속 존재할 우주의 다른 부분으로 정보를 내보내야 한다.

## 같이 보기
- 비방송 정리
- 복제 불가능성 정리
- 통신 불가능성 정리
- 숨김 불가능성 정리[7]
- 양자 복제
- 양자 얽힘
- 양자 정보
- 양자 순간 이동
- 불확정성 원리
- 란다우어의 원리